# Medalla por la Conquista de Budapest
La Medalla por la Conquista de Budapest (en ruso: Медаль «За взятие Будапешта», tr.: Medal "Za viatziye Budapesta") es una medalla de la Guerra Ofensiva de la Gran Guerra Patriótica, creada el 9 de junio de 1945 por Stalin y otorgada a todos los soldados del Ejército Rojo, Marina, Tropas del Ministerio del Interior (MVD) y Tropas del Comité de Seguridad del Estado (NKVD) que participaron en la batalla de Budapest entre el 20 de diciembre y el 15 de febrero de 1945. 

## Historia
Fue instituida por decreto del Presídium del Sóviet Supremo de la Unión Soviética del 9 de junio de 1945, tras la petición del Comisariado del Pueblo. Su reglamento, diseño y descripción fueron publicados en la Gaceta del Sóviet Supremo de la URSS n.º 34 de 1945.  
Se concedió en nombre del Presídium del Soviet Supremo de la URSS, una vez verificados los documentos que certificaban la participación real en la conquista de Budapest. Se concedió unas 362 050 veces.
El 19 de abril de 1945, el Comandante en Jefe de la Retaguardia del Ejército Rojo, el general de ejército Andréi Jruliov, ordenó al Comité Técnico de la Dirección Principal de Intendencia la elaboración de proyectos para crear condecoraciones por la conquista y liberación de ciudades fuera de los límites de la Unión Soviética. El 24 de abril se presentaron los primeros esbozos y el 30 se examinaron unos 116 dibujos. El grabador B. Andrianov hizo pruebas en metal el 3 de mayo. El autor del proyecto definitivo fue el pintor A.I. Kuznetsov, autor también de otras condecoraciones.
La Medalla por la Conquista de Budapest se lleva en el lado izquierdo del pecho y, en presencia de otras condecoraciones de la URSS, se ubica inmediatamente después de la Medalla por la Victoria sobre Japón. Si se usa en presencia de órdenes o medallas de la Federación de Rusia, estas últimas tienen prioridad. 
Por decreto del 5 de febrero de 1951 del Presídium del Sóviet Supremo de la URSS, se estableció que la medalla y su certificado quedarían en manos de la familia tras la muerte del beneficiario.
Cada medalla venía con un certificado de premio, este certificado se presentaba en forma de un pequeño folleto de cartón de 8 cm por 11 cm con el nombre del premio, los datos del destinatario y un sello oficial y una firma en el interior.

## Diseño
La medalla es de cobre y mide 32 mm de diámetro. En el anverso aparece la inscripción "ЗА ВЗЯТИЕ БУДАПЕШТА" ("Por la Conquista de Budapest") en la parte superior, con una estrella de cinco puntas por encima. En la parte inferior del anverso hay una corona de hojas de roble con la hoz y el martillo en medio. En el reverso aparece la fecha de la liberación de la captura de la ciudad "13 ФЕВРАПЯ 1945" (13 de febrero de 1945) sobre otra estrella de cinco puntas. 
La medalla se cuelga de un galón pentagonal de 24 mm de anchura, cubierto con una cinta de seda de moaré roja. En el centro hay una franja azul de 8mm.